# الوجرة (إب)

تعديل مصدري - تعديل

الوجرة محلة تابعة لقرية شذبان، التابعة لعزلة المقاطن بمديرية إب إحدى مديريات محافظة إب في الجمهورية اليمنية.، بلغ تعداد سكانها 34 حسب تعداد اليمن لعام 2004.